# Лушский уезд
Не путать с Лужским уездом
Лушский уезд (Лухский, Луховской, Луховский) — административно-территориальное деление в составе Замосковного края. Выделился из Суздальских земель. Административный центр — город Лух (ныне в составе Ивановской области), который впервые упоминается в 1404 году. В 1429 Лух и его окрестности были разграблены казанским царевичем Махмутом Хази. В 1778 году Лушский уезд вошёл в состав Костромского наместничества. В 1797 году город Лух оставлен за штатом и, соответственно, был упразднён его уезд.

## Структура
Уезд включал следующие луки (станы) и волости:
- Благовещенское Заселье
- Груздева Слобода
- Верхуская лука
- Добрицкая лука
- Клековская лука
- Обабковская лука
- Пеленская лука
- Рыболовская лука
- Семеновская волость
- Сокольнинская лука
- Филисовская волость
- Чихачева волость
- Шелутинская лука